# Daniel Dítě
Daniel Dítě (* 21. ledna 1954 Nové Město na Moravě) je český herec a režisér.
V roce 1977 vystudoval činoherní herectví na Janáčkově akademii múzických umění v Brně. Po absolutoriu působil od téhož roku v Činoherním studiu v Ústí nad Labem, v roce 1979 se ale vrátil do Brna, kde získal angažmá v tamním Státním divadle. V roce 1981 se stal členem brněnského Divadla na provázku, odkud odešel v roce 1984. V letech 1984–1985 hrál v Satirickém divadle Večerní Brno a následně mezi lety 1985 a 1991 opět působil ve Státním divadle / Zemském divadle Brno.
V 70. a 80. letech 20. století se objevil v několika filmech (např. Balada pro banditu, Kalamita), až do poloviny 90. let hrál také pravidelně v televizi (např. seriál Návštěvníci, cyklus Bakaláři, televizní filmy). Před televizní kamery se na krátkou dobu vrátil počátkem první dekády 21. století (seriály Šípková Růženka, Četnické humoresky, Náměstíčko, cyklus Oběti).
Od 90. let 20. století se jako herec věnuje téměř výhradně dabingu, později začal pracovat i jako režisér českého znění. Mezi jeho spjaté herce patří David Hasselhoff (např. Pobřežní hlídka), Joe Penny (např. Jake a Tlusťoch) či Vin Diesel, dále namlouval např. Averyho Brookse v prvním dabingu seriálu Star Trek: Stanice Deep Space Nine či Anthonyho Stewarta Heada ve druhém dabingu seriálu Buffy, přemožitelka upírů. Jako dabingový režisér je od počátku 21. století tvůrcem českého znění kromě filmů také například seriálů Plastická chirurgie s. r. o., Buffy, přemožitelka upírů (druhý dabing), Policie Hamburk, Pobřežní stráž či pořadu Top Gear.